# LGB

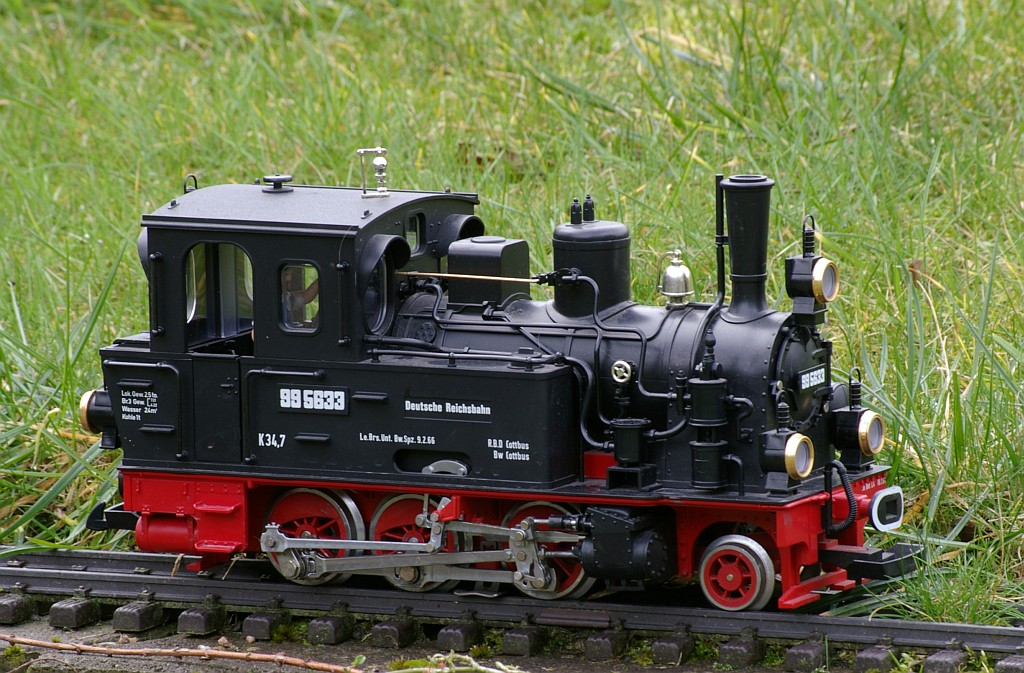
LGB loc 'Spreewald'

LGB is een fabrikant van modeltreinen in de schaal "G". De naam LGB is een afkorting van Lehmann Gross Bahn of van Lehmann Garten Bahn. Heden ten dage behoort LGB tot de Simba Dickie Group.

## Geschiedenis
De fabriek werd in 1881 als Blechspielwaren-Fabrik von Lehmann & Eichner opgericht door Ernst Paul Lehman en Jean Eichner. Ze was gevestigd in Brandenburg an der Havel. In 1884 stierf Eichner, waarna Lehmann het bedrijf voortzette. Het bedrijf stond er op dat moment slecht voor doordat vele van de ontwerpen werden gekopieerd door concurrenten. Lehmann besloot hierop zijn producten te beschermen met patenten.
In 1888 was het bedrijf weer gezond. Er werd nu behalve ander speelgoed ook blikken opwindspeelgoed geproduceerd. Bekende speelgoedfiguren van deze fabrikant in die tijd waren Kletteraffe Tom, de Störrische Esel Tanzmatrose en later de TUT TUT auto. In 1895 werd de fabriek verwoest door een brand.
Export was altijd belangrijk voor de firma. In 1904 reisde Lehman naar de Verenigde Staten om de St. Louis Exposition te bezoeken. Hierna zijn er altijd warme zakelijke contacten met Amerika geweest. Het opschrift op de verpakkingen was toentertijd zowel in het Duits als in het Engels.
In 1926 werd de naam Ernest Paul Lehmann Patentwerk geïntroduceerd, wat een begrip werd op het gebied van mechanisch speelgoed. Na Lehmanns dood in 1934 nam zijn neef Johannes Richter de fabriek over. Richter was al van 1908 tot 1911 in dienst van het bedrijf geweest en sinds 1921 partner in de onderneming.
Gedurende de Tweede Wereldoorlog had het bedrijf het moeilijk vanwege de materiaalschaarste en het wegvallen van de export, maar het heeft in deze periode ondanks de druk van de nazi's geen militair getint speelgoed gemaakt. Lehmann weigerde dit namelijk vanuit zijn geloofsovertuiging. Een paar maanden na het einde van de oorlog werd de productie hervat in de onbeschadigde fabrieksgebouwen in Brandenburg, die na de oorlog in de bezettingszone van de Sovjet-Unie waren komen te liggen. De productie was bestemd voor export naar de Sovjet-Unie.
In 1948 werden de fabriek en alle verdere eigendommen waaronder het woonhuis van de eigenaar onteigend, omdat Johannes Richter ervan beschuldigd werd een nazi-crimineel en oorlogsprofiteur te zijn. Het bedrijf werd zonder Richter als Volkseigener Betrieb onder de naam VEB Mechanische Spielwaren voortgezet. Het werd de toonaangevende fabrikant van blikken speelgoed van de toenmalige DDR. Richter vertrok uit Brandenburg en vestigde zich eerst in West-Berlijn en later in Neurenberg.

## Kunststof

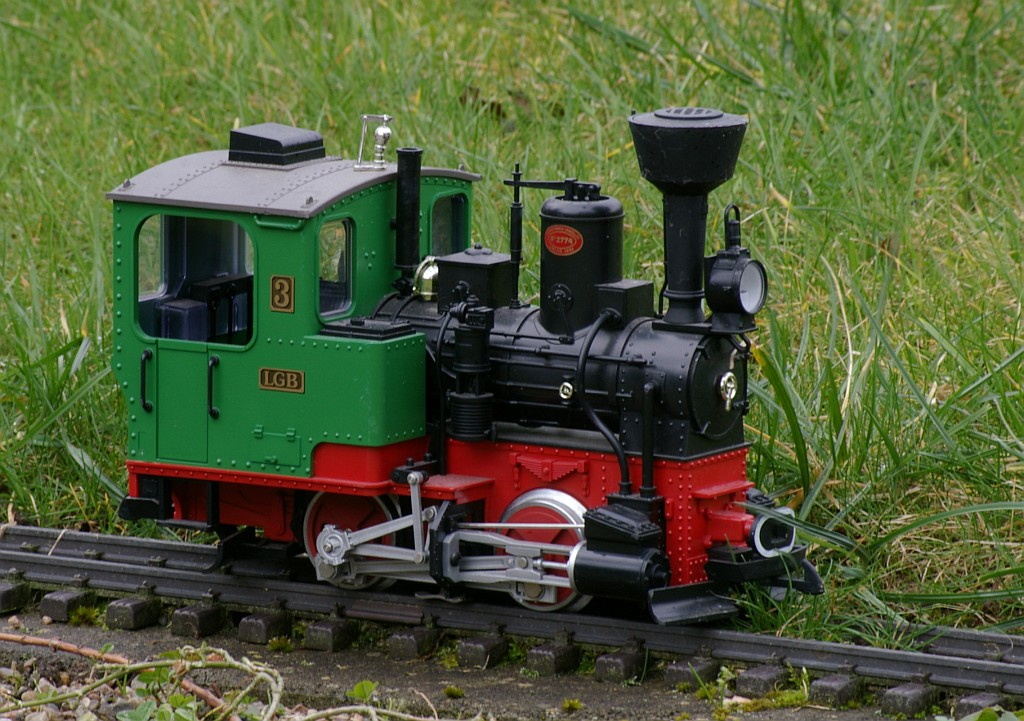
De klassieke LGB-locomotief, Stainz

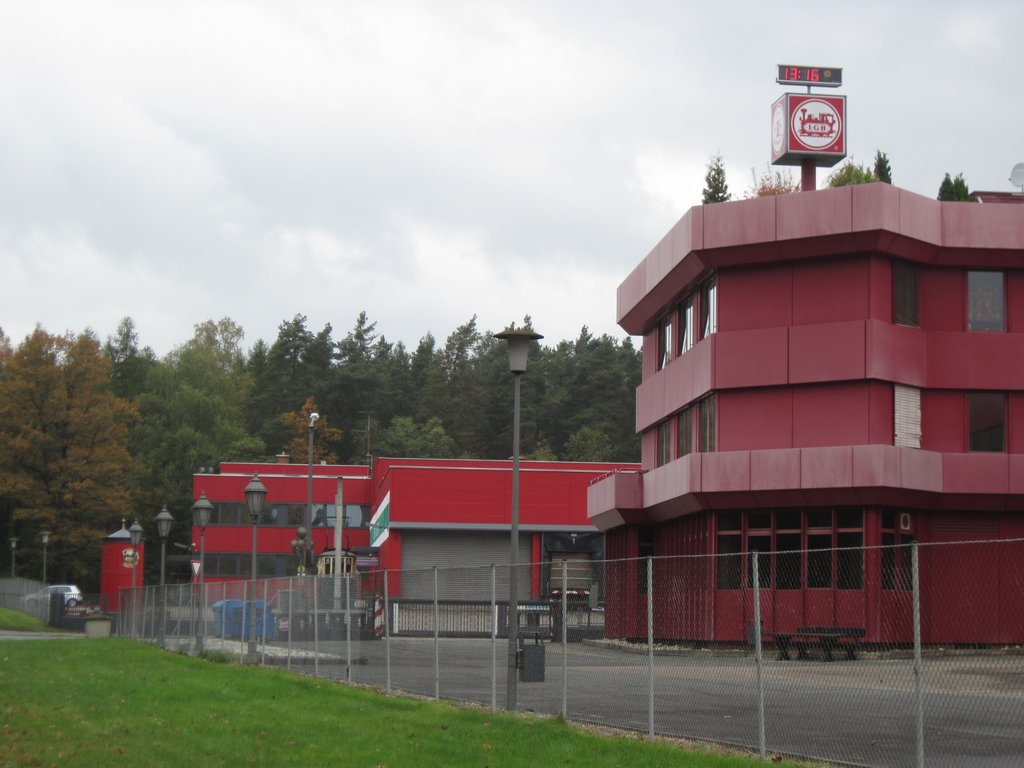
De voormalige LGB-fabriek in 2010

In 1950 begon Richter met zijn zoons Eberhard en Wolfgang een nieuw bedrijf in Neurenberg, dat na de dood van Richter in 1956 door zijn zoons werd overgenomen. In 1959 werd een nieuwe productielijn in gebruik genomen waar men kunststof kon verwerken. Op de Neurenbergse speelgoedbeurs van 1968 werden de treinen van Lehmann Gross Bahn (LGB) voor het eerst aan het publiek getoond. De treinen waren gemaakt van Luran S, een door BASF gefabriceerde kunststof, en reden op messing rails met kunststof bielzen.

## De ontwikkeling
Het waren modeltreinen voor buitengebruik met een spoorwijdte van 45 mm, gebouwd in de door LGB ontwikkelde schaal "G" (1:22,5). In feite is het een schaal die varieert van 1:20 tot 1:32, afhankelijk van het specifieke model. Er is altijd creatief met de schaal omgegaan, omdat zowel smal- als normaalspoortreinen op dezelfde spoorwijdte moesten rijden. Het eerste model was de meest bekende locomotief die tot op de dag van vandaag geproduceerd wordt, de Stainz. Voor de serie 2010-2010D heeft een locomotief van de Salzkammergut Lokalbahn model gestaan en voor de 2020-2020D serie heeft de Stainz 2 van de Steiermärkischen Landesbahnen model gestaan.
De Stainz heeft een ontwikkeling doorgemaakt, niet alleen is er in de loop der jaren veel veranderd aan de techniek, maar ook zijn er geluidseffecten en een rookgenerator toegevoegd.

## De Primus-serie
In 1977 en 1978 heeft LGB een aparte productielijn gehad die onder de naam Primus op de markt is gebracht. Het waren simpelere uitvoeringen van bestaande LGB modellen die in warenhuizen verkocht werden. De modellen zijn te herkennen aan de gele verpakking en er staat in het midden van het serienummer een 8. Bijvoorbeeld loc LGB-Lok 2072 werd versimpeld uitgebracht als PRIMUS-Lok 20872. In 1989 zijn nog eenmaal beginners-sets, uitgerust met een Stainz-locomotief en twee wagons, uitgebracht onder de naam PRIMUS – GROSSBAHN“. Deze sets hadden ook een gele verpakking.

## Playmobil
Vanaf 1980 tot 1997 heeft LGB ook de treinen voor Playmobil geproduceerd. Het waren simpele, robuust uitgevoerde treinen die speciaal voor kinderen waren ontworpen. Deze reden op dezelfde rails als LGB en de onderstellen en motoren waren gelijk aan die van sommige LGB-modellen. Hierna is Playmobil op RC-treinen (radio control) met accuvoeding overgestapt. Deze treinen reden op kunststof rails die dezelfde spoorwijdte hadden als LGB.
In 1981 trad Rolf, de zoon van Wolfgang Richter, tot de zaak toe, gevolgd door de zoon Johannes van Eberhard Richter in 1988. In 1988 werd LGB of America (LGBoA) te San Diego opgericht. In 2006 werd het 125-jarige jubileum van Ernst Paul Lehmann Patentwerk groots gevierd op het fabrieksterrein van de LGB-fabriek te Neurenberg. Dit was zeer kort voordat het doek viel voor de LGB-fabriek.
Na het faillissement is de Lehmann-Sammlung uit het fabrieksmuseum die veel van het blikken speelgoed uit de beginperiode van de fabriek bevatte ondergebracht in het Spielzeugmuseum te Neurenberg.

## Het faillissement en de doorstart
Op 18 september 2006 meldde het management van LGB aan het Amtsgericht te Neurenberg dat het bedrijf niet meer in staat was aan zijn betalingsverplichtingen te voldoen. Een paar dagen daarvoor was de Amerikaanse tak van het bedrijf, LGB of America (LGBoA) al aan het Amerikaanse bedrijf G45 verkocht.
Begin 2007 wilde Hermann Schöntag, de toenmalige eigenaar van de Rügenschen Kleinbahn, een smalspoorbaan op het eiland Rügen in Mecklenburg-Voor-Pommeren, het bedrijf kopen. Schöntag richtte hiervoor het bedrijf EP Lehmann GmbH & Co KG op. Het bleek echter niet mogelijk de financiering rond te krijgen, waarna dit bedrijf op 23 april 2007 ook het faillissement moest aanvragen. Hierna nam de modeltreinenfabrikant Märklin LGB op 26 juli 2007 over.
De productie werd naar het buitenland, waaronder China, verplaatst. In 2009 kwam Märklin echter ook in financiële problemen, maar een faillissement kon voorkomen worden. Op 21 maart 2013 kondigde de Simba Dickie Group de overname van het moederbedrijf Märklin aan, waardoor dit bedrijf ook de eigenaar van LGB werd.
Arnold ·
Artitec ·
Bachmann ·
Brawa ·
Egger-Bahn ·
Fleischmann ·
Faller ·
Fulgurex ·
HAG ·
HAMO ·
Hornby Railways ·
Hübner ·
Ibertren ·
Jouef ·
Kato ·
KK Eishindo · 
Kleinbahn ·
Klein Modellbahn ·
Kleinspoor ·
Lemaco ·
LGB ·
Liliput ·
Lima ·
Lionel ·
LS Models ·
Märklin ·
Mehano Train Line ·
Micro-Trains ·
Minitrix ·
MK Modelbouwstudio's ·
Nilkram · 
Phildie · 
Philotrain ·
Piko ·
Primex ·
Regner ·
Rivarossi ·
Roco ·
ROKAL ·
THS ·
Tillig ·
Trix ·
Trix Express ·
Weinert